# Carnot (cratère)
Pour les articles homonymes, voir Carnot.
Carnot est un cratère lunaire situé sur la face cachée de la Lune. Il se trouve au nord du cratère Esnault-Pelterie et sur le bord sud du très grand cratère Birkhoff. Le cratère a forme presque hexagonale surtout dans la moitié sud de son bord ; la moitié nord ayant une forme plus irrégulière. Le bord occidental est coupé par la présence de trois petits cratères. le fond du cratère est plat et horizontal, du moins en comparaison avec le terrain environnant accidenté à l'extérieur du cratère.
En 1970, l'Union astronomique internationale a donné le nom du physicien français Sadi Carnot à ce cratère lunaire.
Par convention, les cratères satellites sont identifiés sur les cartes lunaires en plaçant la lettre sur le côté du point central du cratère qui est le plus proche de Carnot.
| Carnot | Latitude | Longitude | Diamètre |
| ------ | -------- | --------- | -------- |
| F      | 52.5° N  | 138.9° W  | 35 km    |